# Slagbult

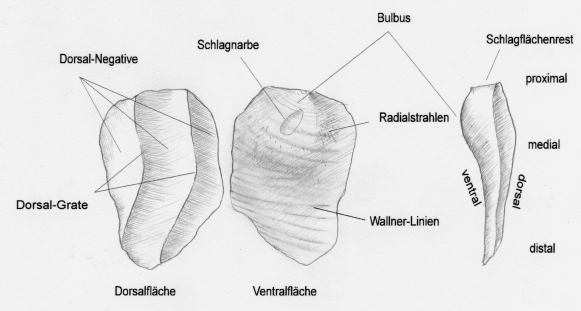
slagkenmerken van een vuursteenartefact, boven de slagbult (bulbus)

De slagbult (bulbus) ontstond bij door de mens gemaakte prehistorische stenen werktuigen. De te bewerken steen, meestal vuursteen, werd met een klopsteen geslagen om er klingen, vuistbijlen, schrabbers of andere werktuigen van te maken. 
Op de afslag vormdt zich bij het slagpunt van de klopsteen een cirkelvormig drukpunt en een kegelvormige breuk, de slagkegel. Hierna ontstaat een uitpuilende zone, de zogenaamde slagbult. Aan de vorm van de slagbult is de slagtechniek te herkennen.